# Cá Lú
Cá Lú (danh pháp khoa học Parapercis sexfasciata) là một loài cá trong họ Pinguipedidae.
Loài này phân bố ở Tây Thái Bình Dương phía Nhật Bản, bán đảo Triều Tiên về phía nam, Đài Loan, Cộng hòa Nhân dân Trung Quốc, Philippines, Việt Nam, Indonesia, Malaysia, Đông Timor, Papua New Guinea, Úc.